# Östlich Raron
Östlich Raron (niem. Bezirk Östlich Raron, fr. District de Rarogne oriental) – okręg w Szwajcarii, w kantonie Valais. Siedziba administracyjna okręgu znajduje się w miejscowości Mörel-Filet.  
Okręg składa się z sześciu gmin (Politische Gemeinde; commune) o powierzchni 398,16 km² i o liczbie mieszkańców 11 338.

## Gminy
1. Bettmeralp
2. Bister
3. Bitsch
4. Grengiols
5. Mörel-Filet
6. Riederalp

## Zmiany administracyjne
- 1 listopada 2003
  - utworzenie gminy Riederalp z gmin Goppisberg, Greich i Ried-Mörel
- 1 stycznia 2009
  - utworzenie gminy Mörel-Filet z gmin Filet i Mörel
- 1 stycznia 2014
  - utworzenie gminy Bettmeralp z gmin Betten i Martisberg